# Mehaga
Mehaga is een bestuurslaag in het regentschap Nias Selatan van de provincie Noord-Sumatra, Indonesië. Mehaga telt 1040 inwoners (volkstelling 2010).